# 91 (số)
91 (chín mươi mốt) là một số tự nhiên ngay sau 90 và ngay trước 92.
91 cũng là con số được nhắc đến nổi tiếng với kênh  VOV Giao thông tại Hà Nội và Thành phố Hồ Chí Minh phát trên tần số FM 91 MHz